# 达维德·沙因
达维德·沙因（1988年2月8日—），克罗地亚男子赛艇运动员。他曾代表克罗地亚参加2012年夏季奥林匹克运动会赛艇比赛，获得男子四人双桨银牌。